# دودمان رومانوف
دودمان رومانوف (به روسی: Рома́новы) خاندان سلطنتی حاکم بر روسیه از سال ۱۶۱۳ تا ۱۹۱۷ میلادی بود. رومانوف‌ها نخست پس از ازدواج آناستازیا رومانوفا اولین همسر ایوان مخوف با او، به شهرت رسیدند. نیکلای دوم آخرین امپراتور روسیه، همراه با خانواده‌اش در سال ۱۹۱۸ اعدام شدند؛ اما هنوز هم نوادگان زندهٔ دیگری از این خاندان وجود دارند.
در ابتدا، این دودمان متشکل از بویارها در روسیه تحت حکمرانی دودمان روریک بود که پس از مرگ فیودور یکم در سال ۱۵۹۸ منقرض شد. زمان مشکلات که شامل بحران جانشینی ناشی از مرگ او بود، منجر به غصب تاج و تخت توسط چندین شیاد و پادشاهان لهستان شد. در ۲۱ فوریه ۱۶۱۳، زمسکی سوبور میخائیل از دودمان رومانوف را به عنوان تزار انتخاب و این دودمان را به دومین سلسلهٔ سلطنتی روسیه تبدیل کرد. نوهٔ میخائیل یعنی پتر کبیر که عنوان امپراتور را به خود داد و در سال ۱۷۲۱ امپراتوری روسیه را اعلام کرد، کشورش را با مجموعه‌ای از جنگ‌ها و اصلاحات به یک قدرت بزرگ تبدیل کرد.

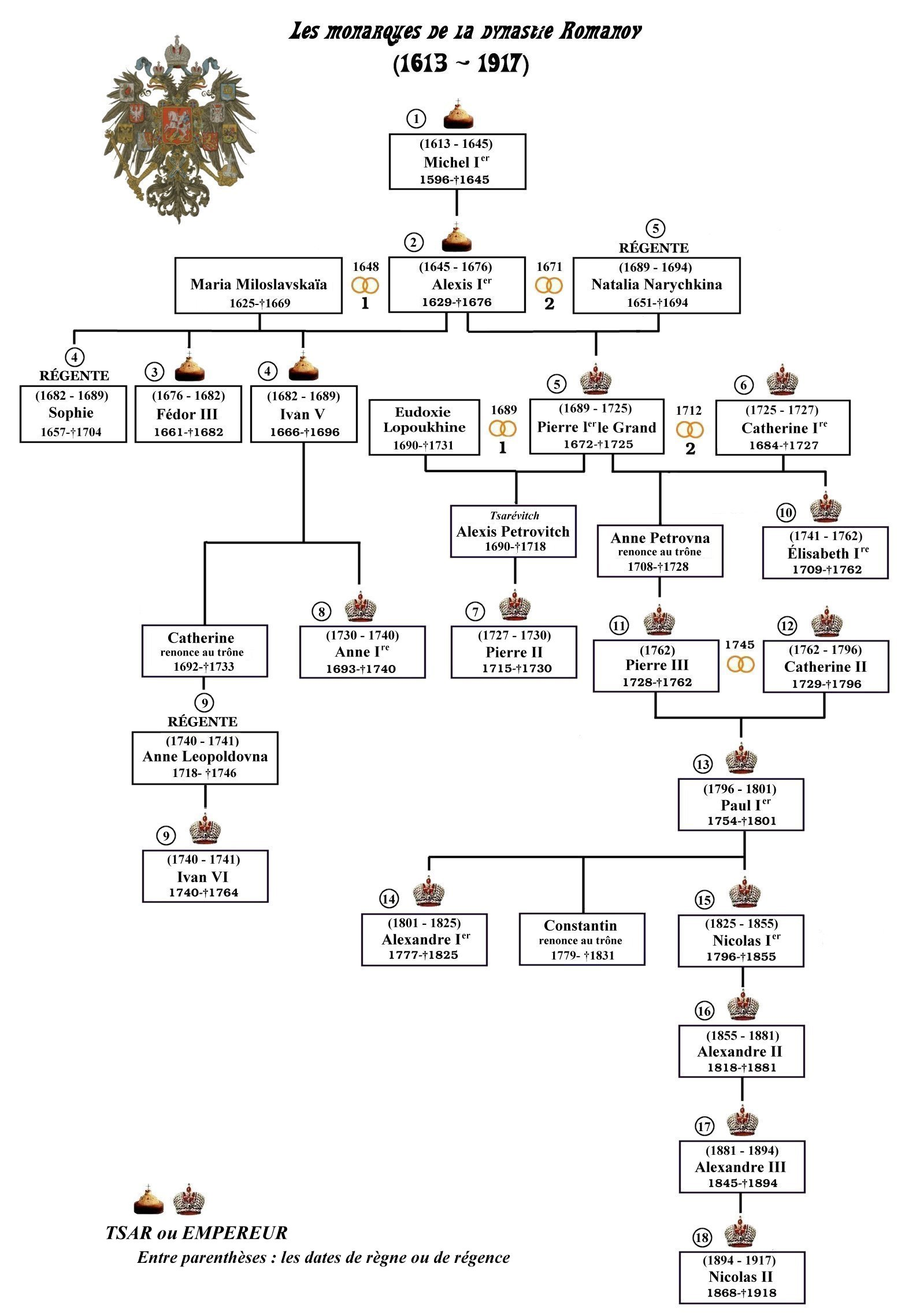
شجره‌نامهٔ دودمان رومانوف که مهم‌ترین اعضای آن را نشان می‌دهد

سلسلهٔ مستقیم مردان رومانوف‌ها زمانی پایان یافت که امپراتریس الیزابت، دختر پتر کبیر، در سال ۱۷۶۲ بدون فرزند درگذشت. در نتیجه، خواهرزادهٔ او پتر سوم، یکی از اعضای آگناتیک خاندان هلشتاین-گوتورپ به سلطنت رسید و نام خاندان مادری‌اش یعنی را رومانوف برگزید. رومانوف‌های پس از الیزابت گاهی به عنوان هلشتاین-گوتورپ-رومانوف شناخته می‌شوند. پاول یکم نخستین تزسارویچ و وارث بلافصل تاج و تخت بود که این عنوان متعاقباً برای همهٔ وارثان بعدی استفاده شد. کناره‌گیری نیکلای دوم در ۱۵ مارس ۱۹۱۷ در نتیجه انقلاب فوریه، به ۳۰۴ سال سلطنت رومانوف‌ها پایان داد و منجر به تأسیس جمهوری روسیه تحت مدیریت دولت موقت روسیه در پیش از جنگ داخلی روسیه شد. در سال ۱۹۱۸، بلشویک‌ها نیکلای دوم و تمام خانواده‌اش را اعدام کردند. از ۶۵ عضو دودمان رومانوف، ۴۷ بازمانده به خارج از روسیه تبعید شدند. در سال ۱۹۲۴، دوک بزرگ کریل ولادیمیرویچ نبیرهٔ ارشد الکساندر دوم، مدعی ریاست خاندان سلطنتی منقرض شدهٔ روسیه شد.